# Musée d'Art contemporain Donnaregina
Le musée d'art contemporain Donnaregina (en italien : Museo d'arte contemporanea Donnaregina), ou MADRE, est un musée d'art contemporain à Naples. Il doit son nom au bâtiment dans lequel il est installé, le Palazzo Donnaregina, un des palais du centre historique de Naples. Le musée de 7 200 m2 dispose de 2 660 m2 en surfaces d'exposition. Il comprend en outre une bibliothèque, des laboratoires, un auditorium, un restaurant et une cafétéria.

## Histoire
Abandonné à la suite des dommages causés par l'inondation de 2001, l'immeuble est repris en 2003 par la Région de Campanie afin d'y créer un musée d'art contemporain d'après un projet de l'architecte portugais Álvaro Siza Vieira. Le musée est inauguré le 11 juin 2005, mais l'ensemble des travaux d'aménagement n'est achevé qu'en 2007.
Le musée a bénéficié entre autres de l'expérience et de la collection du galeriste napolitain Lucio Amelio (1921-1994).

## Collections
Le musée comprend une collection permanente, dont plusieurs œuvres qui ont été produites spécialement pour l'ouverture du musée et in situ : une salle comprenant une grande fresque de Francesco Clemente, deux sculptures monolithes de Jannis Kounellis, et des espaces dédiés investis par Domenico Bianchi (ro), Sol LeWitt, Giulio Paolini, Richard Serra, Jeff Koons, Richard Long, Rebecca Horn, Luciano Fabro, Anish Kapoor, Mimmo Paladino...
La collection permanente comprend également des œuvres de : Joseph Beuys, Alberto Burri, Lucio Fontana, Piero Manzoni, Fabio Mauri, Robert Mapplethorpe, Alfredo Pirucha (an), Andy Warhol, et d'autres artistes italiens issus de l'Arte povera.
Le musée organise par ailleurs des expositions temporaires.